# Ezio Galasso
Ezio Galasso (Jemeppe, 7 ottobre 1952) è un ex calciatore italiano, di ruolo centrocampista.

## Carriera
Nato in Belgio da una famiglia italiana con la quale rientra presto in Italia, cresce nell'Udinese, che lo fa debuttare in prima squadra in Serie C a 18 anni. In seguito la società friulana lo cede in prestito al Prato, poi al Cosenza ed al Conegliano, prima di riportarlo ad Udine nel 1975, quando si afferma fra i titolari.
Nel 1977 si trasferisce all'Avellino con cui gioca in Serie B per una stagione segnando 2 reti in 25 incontri e contribuendo alla promozione degli irpini in Serie A, categoria nella quale giocherà 5 partite.
Nel 1979 passa al Lanerossi Vicenza con cui milita in Serie B per una stagione.
Successivamente milita per tre stagioni nella Reggiana, con cui vince il campionato di Serie C1 1980-1981 e disputa gli altri due campionati di Serie B successivi.
Chiude la carriera nello Spezia in Serie C2 nel 1984.
Durante l'attività ha totalizzato complessivamente 5 presenze in Serie A e 88 presenze e 3 reti in Serie B

## Palmarès
- Campionato italiano Serie C1: 1

Reggiana: 1980-1981